# Åflo kvarn

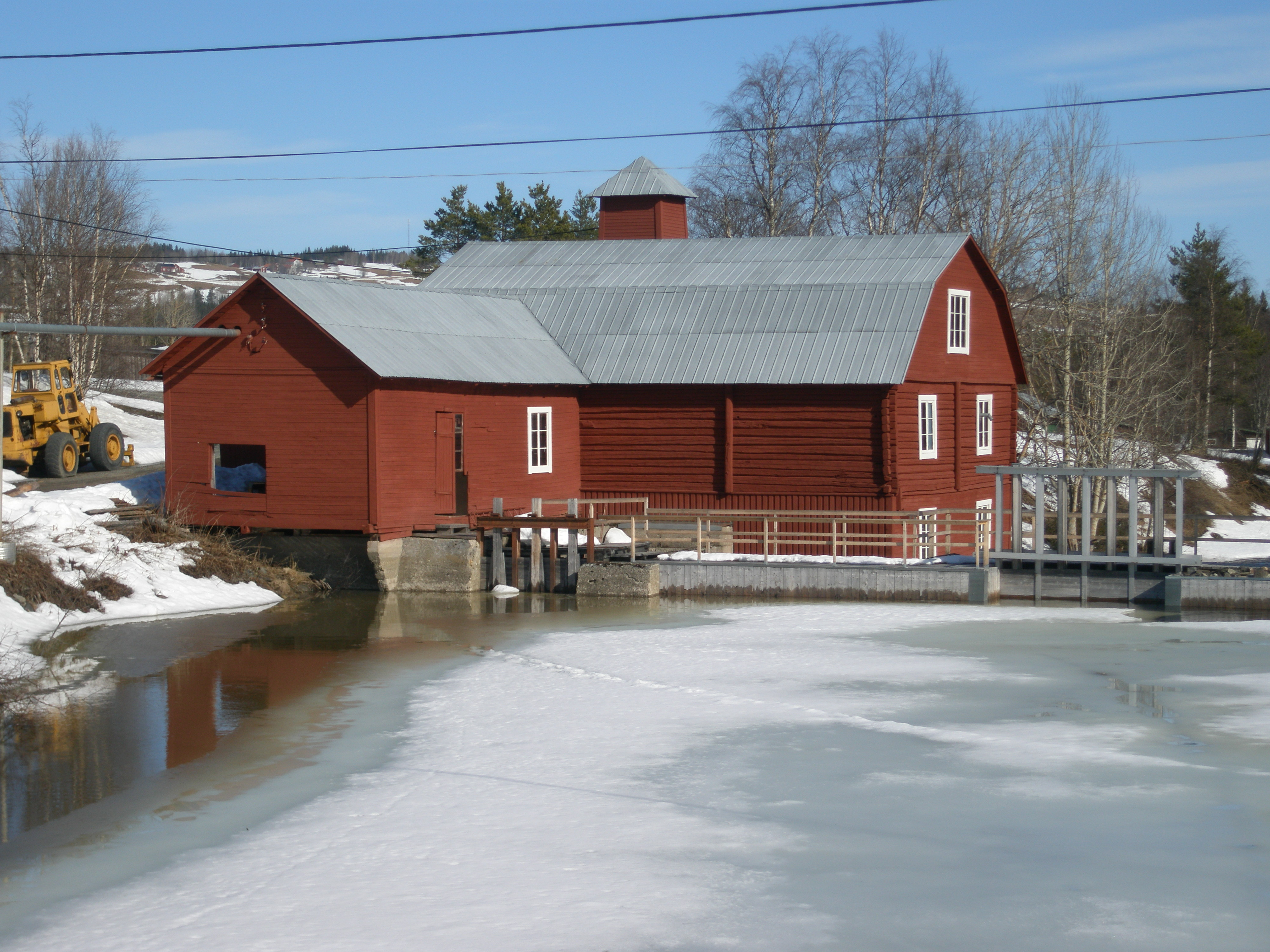
Åflo kvarn i Offerdals socken.

Åflo kvarn är belägen vid Nästån i Åflo by i Offerdals socken, Krokoms kommun, Jämtland. 
I den del av Nästån som rinner genom Åflo har det sedan gammalt funnits vattensågar och mindre kvarnar, bl.a. vid Åflohammar. Bygget av den nuvarande vattenkvarnen påbörjades år 1885 av Sigfrid Widblom, som sedermer blev handlare i Kaxås. Kvarndammen blev färdig först påföljande år. År 1891 såldes kvarnen till familjen Lundberg, som därefter har innehaft kvarnen. Kvarnhuset revs år 1917 och byggdes därefter upp igen, delvis av samma virke. Samtidigt tillkom även en kraftstation. I anslutning till kvarnen finns även en vattensåg. 
Under 1900-talet var Åflo kvarn och såg en samlingspunkt för bygdens bönder. Kvarnen producerade även elektrisk ström för byns elnät och byns första gatubelysning fanns vid kvarnen. År 1917 bildades Kaxås Elektriska Andelsförening upa och året efter fick Kaxås, Åflo och Önet elström. På 1940-talet fick kvarnen svårt att försörja bygden med elström och 1947-48 byggdes en ny högspänningsledning från Hällänge till Kaxås för att kunna leverera ström från Långfors. Åflo kvarn hade de första turbiner som tillverkades vid Waplans mekaniska verkstad. Dessa var i bruk från 1917 till 1942, då nya turbiner från Waplan installerades i Åflo. 
Kvarnen och sågen är ännu i drift och producerar mindre mängder av stenmalet mjöl, inte minst till det korntunnbröd som traditionellt bakas i Offerdal. 
Kvarndammen har på senare år renoverats och en fiskvandringsväg har anlagts.